# USS LST-653
O USS LST-653 foi um navio de guerra norte-americano da classe LST que operou durante a Segunda Guerra Mundial.